# 领航 (纪录片)
《领航》是由中共中央宣传部、中央党史和文献研究院、国家发展改革委员会、国家广播电视总局、中央军委政治工作部、中央广播电视总台联合制作、中央广播电视总台出品、中国中央电视台科教频道负责为迎接中国共产党第二十次全国代表大会的十六集大型文献专题片，于2022年10月8日至10月15日在中央电视台综合频道播出。

## 分集
| 集数     | 名称         | 央视播放日期   |
| -------- | ------------ | -------------- |
| 第一集   | 《掌舵远航》 | 2022年10月8日  |
| 第二集   | 《科学指南》 | 2022年10月8日  |
| 第三集   | 《逐梦先锋》 | 2022年10月9日  |
| 第四集   | 《发展变革》 | 2022年10月9日  |
| 第五集   | 《改革攻坚》 | 2022年10月10日 |
| 第六集   | 《人民民主》 | 2022年10月10日 |
| 第七集   | 《良发善治》 | 2022年10月11日 |
| 第八集   | 《精神家园》 | 2022年10月11日 |
| 第九集   | 《美好生活》 | 2022年10月12日 |
| 第十集   | 《绿水青山》 | 2022年10月12日 |
| 第十一集 | 《强军之路》 | 2022年10月13日 |
| 第十二集 | 《安邦基石》 | 2022年10月13日 |
| 第十三集 | 《一国两制》 | 2022年10月14日 |
| 第十四集 | 《胸怀天下》 | 2022年10月14日 |
| 第十五集 | 《自我革命》 | 2022年10月15日 |
| 第十六集 | 《踔厉奋发》 | 2022年10月15日 |

## 播出信息
- 中国中央电视台综合频道 10月8日至15日 20:06-21:06（首播，每天两集）
- 中国中央电视台中文国际频道 10月9日至16日 18:00-19:00（首播，每天两集）
- 中国中央电视台科教频道 10月9日至16日 21:20-22:20（首播，每天两集）